# Labirint otraženij
Labirint otraženij (in russo Лабиринт отражений?; letteralmente "labirinto di riflessioni") è un romanzo di fantascienza dello scrittore Sergej Luk'janenko pubblicato dalla casa editrice "AST" nel 1997. Questa è la prima parte di una trilogia omonima di genere cyberpunk ambientata nella città virtuale Deeptown.

## Edizioni
| Anno | Casa editrice    | Città           | Circolazione  | Origine |
| ---- | ---------------- | --------------- | ------------- | ------- |
| 1997 | AST              | Mosca           | 5000 + 5000   | [ 1 ]   |
| 2000 | Terra Fantastica | San Pietroburgo | 1000          | [ 2 ]   |
| 2000 | AST              | Mosca           | 5100 + 52000  | [ 3 ]   |
| 2003 | AST              | Mosca           | 10000 + 58000 | [ 4 ]   |
| 2006 | AST              | Mosca           | 10000 + 10000 | [ 5 ]   |
| 2007 | AST              | Mosca           | 5000          | [ 6 ]   |
| 2007 | AST              | Mosca           | 3000 + 1500   | [ 7 ]   |
| 2011 | AST              | Mosca           | 5000          | [ 8 ]   |
| 2012 | AST              | Mosca           | 7000          | [ 9 ]   |
| 2014 | AST              | Mosca           | 3000          | [ 10 ]  |